# Il bacio della pantera (film 1982)
Il bacio della pantera (Cat People) è un film del 1982 diretto da Paul Schrader. È il remake dell'omonimo film del 1942 diretto da Jacques Tourneur.

## Trama
A New Orleans la giovanissima e vergine Irena Gallier incontra suo fratello maggiore Paul, un pastore protestante, mai conosciuto prima perché, dopo la morte dei genitori, entrambi domatori da circo, lei fu mandata in orfanotrofio. La governante di casa Gallier aiuta Irena a stabilirsi nella casa del fratello, ma questi scompare misteriosamente. In un motel, intanto, una prostituta trova al posto di un cliente una pantera nera, che la ferisce. L'animale viene poi catturato dalla polizia e da una squadra di zoologi: Oliver Yates, Alice Perrin e Joe Creigh. La sera stessa Oliver, il sovraintendente, che studia le Rime di Dante nel tempo libero, uscendo dallo zoo nota Irena ancora nella struttura dopo l'orario di chiusura; lei prima cerca di fuggire poi stringono amicizia ed escono a cena. Il giorno dopo la ragazza si presenta allo zoo per il lavoro nel negozio di souvenir che le ha procurato lo stesso Oliver.
Poco tempo dopo la pantera catturata uccide Joe, strappandogli un braccio, per poi fuggire dallo zoo. Presto Irena incontra Paul, e quest'ultimo le rivela che i loro rispettivi genitori erano in realtà fratello e sorella; rivela inoltre che entrambi erano delle mostruose pantere che si trasformavano solo dopo aver consumato un rapporto sessuale, ma non diventano pantere solo quando avevano rapporti sessuali incestuosi. Infine spiega che per ridiventare umani gli uomini-pantera devono uccidere un essere umano: allora Irena, terrorizzata dal fratello, decide di fuggire e intanto intreccia una storia d'amore non ricambiata con Oliver, in quanto è terrorizzata da ciò che potrebbe accadere se consuma un rapporto con lui.
Nel frattempo Paul irrompe sotto forma di pantera nella casa di Oliver, allo scopo di prendere con sé Irena, ma viene ucciso da Alice a colpi di fucile. Durante un'autopsia Oliver trova, all'interno del cadavere della pantera, il corpo umano dello stesso Paul. Irena scopre con orrore che se si innamora di un umano dovrà uccidere per ridiventare umana e alla fine arriva al punto di andare a letto con Oliver. A questo punto la giovane si trasforma in pantera sotto gli occhi di Oliver, ma la bestia lo risparmia e fugge. Subito la polizia si mette sulle sue tracce, bloccando l'animale su un ponte. Sulla scena giunge Oliver, ma Irena si tuffa dal ponte e perde nuovamente le tracce.
Oliver si dirige in una casa abbandonata e trova Irena sotto forma umana dopo aver ucciso il custode dell'abitazione, Yeatman. Lei dichiara di non voler uccidere Oliver perché lo ama e lo implora di ucciderla. L'uomo rifiuta e capisce che non può vivere senza di lei, così la lega mani e piedi al letto e fa nuovamente l'amore con lei, sapendo quello che accadrà. 
Allo zoo Oliver è fidanzato con Alice e, camminando, trova una gabbia con dentro una pantera, che si presume essere Irena. Lui le offre del cibo e le accarezza dolcemente il pelo. Durante i titoli di coda si sente la colonna sonora Putting Out Fire, composta da Giorgio Moroder e cantata da David Bowie.

## Critica
Il film non regge il confronto con la raffinata pellicola che lo ispira: la sceneggiatura di Alan Ormsby - a tratti confusa - aggiunge personaggi superflui senza riuscire a caratterizzarli nello spessore psicologico e, piegandosi gratuitamente alle regole dello spettacolo, punta esplicitamente sull'impostazione erotica e scabrosa. Le interpretazioni non sono impeccabili (ma innegabile è la presenza scenica della Kinski). I meriti principali dell'opera vanno cercati in qualche originale intuizione (in particolare, le scene di apertura e il finale) e nella qualità degli effetti speciali e della fotografia.»
(Fantafilm)

## Prodotti derivati
Nello stesso anno in cui è stato distribuito il film, lo scrittore Gary Brandner (noto per la sua trilogia di romanzi a tema lupo mannaro The Howling) scrisse un romanzamento del film.

## Colonna sonora
La colonna sonora del film è stata composta da Giorgio Moroder. Il tema musicale, Cat People (Putting Out Fire), interpretato da David Bowie, è stato scritto da Moroder (musica) e dallo stesso Bowie (testi). Sia l'una che l'altro sono stati candidati ai Golden Globe 1983.

### Tracce
- Tutti i brani sono opera di Moroder, il testo di Cat People (Putting Out Fire) è di David Bowie.

Side 1
1. Cat People (Putting Out Fire) – 6:43
2. The Autopsy – 1:31
3. Irena's Theme – 4:20
4. Night Rabbit – 1:58
5. Leopard Tree Dream – 4:01

Side 2
1. Paul's Theme (Jogging Chase) – 3:51
2. The Myth – 5:11
3. To the Bridge – 2:50
4. Transformation Seduction – 2:44
5. Bring the Prod – 1:57

### Formazione
- Bob Badami – editore musicale
- Brian Banks – tastiere aggiuntive, Synclavier II
- Steve Bates – assistente mixaggio
- David Bowie – voce in Cat People (Putting Out Fire) & bisbiglio in The Myth
- Alexandra Brown – cori
- Keith Forsey – batteria, percussioni
- Brian Gardner – masterizzazione
- Craig Huntley – blaster beam
- Charles Judge – Prophet 5 e Jupiter-8
- Laurie Kanner – coordinatore di produzione
- Michael Landau – chitarra
- Sylvester Levai – tastiere, arrangiamento
- Paulette MacWilliams – coro
- Tim May – chitarra
- Giorgio Moroder – produzione, chitarra, basso, mixaggio
- Brian Reeves – ingegnere del suono, mixaggio
- Lee Sklar – basso
- Stephanie Spruill – coro
- Allen Zentz – masterizzazione (voce di Bowie)